# جورج كورتني بنسون
جورج كورتني بنسون (بالإنجليزية: George Courtney Benson)‏ هو رسام أسترالي، ولد في 1886 في ملبورن في أستراليا، وتوفي في 1960 في برث في أستراليا.